# Toplica (Románia)
Toplica románul: Toplița Mureșului, település Romániában, Erdélyben, Hunyad megyében.

## Fekvése
Magura mellett fekvő település.

## Története
1956-ban 240 lakosa volt. Az 1966-os népszámláláskor 190, 1977-ben 155, 1992-ben 113, 2002-ben pedig 106 román lakosa volt.

## Források

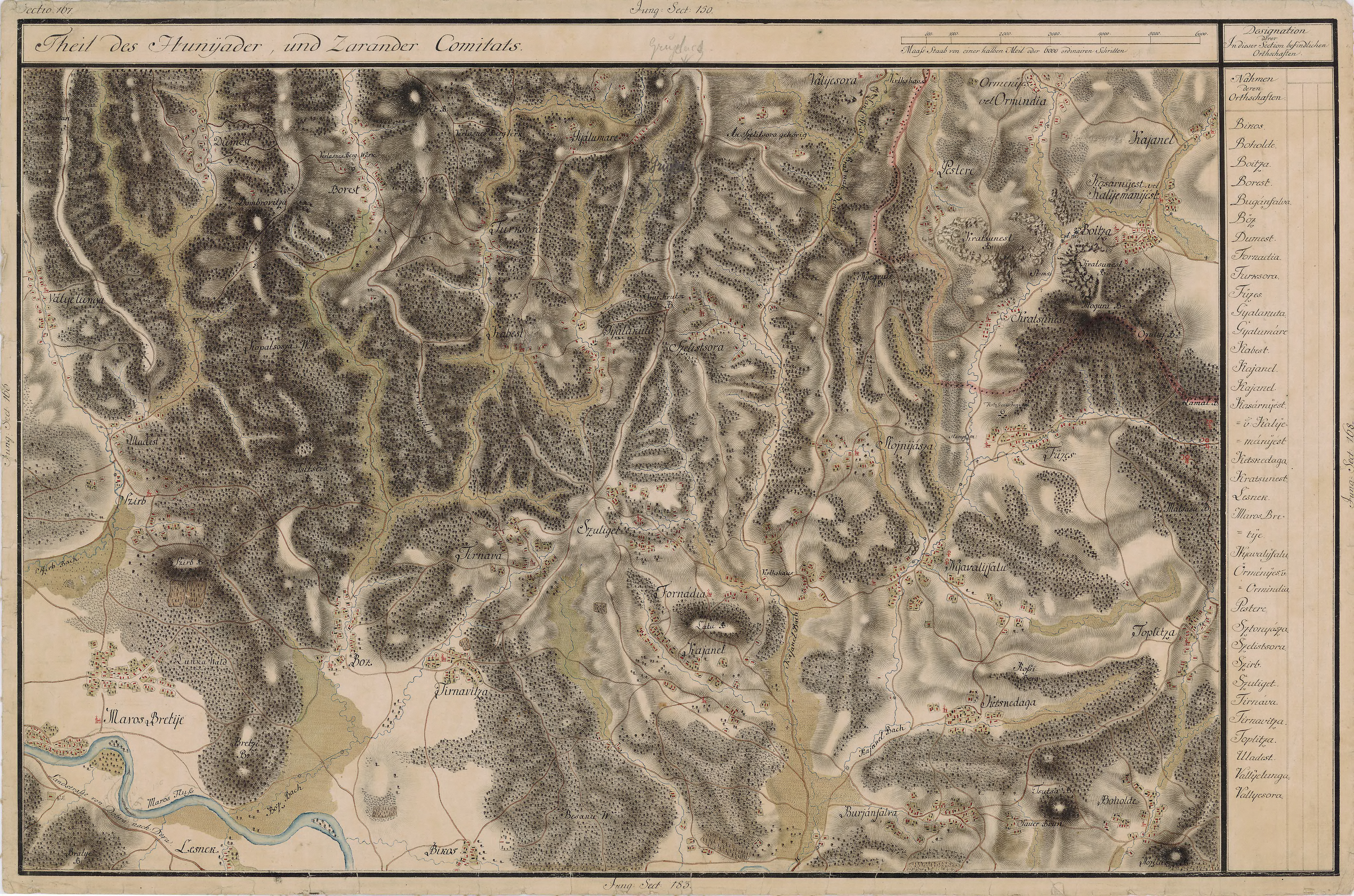
Toplica az 1700-as években
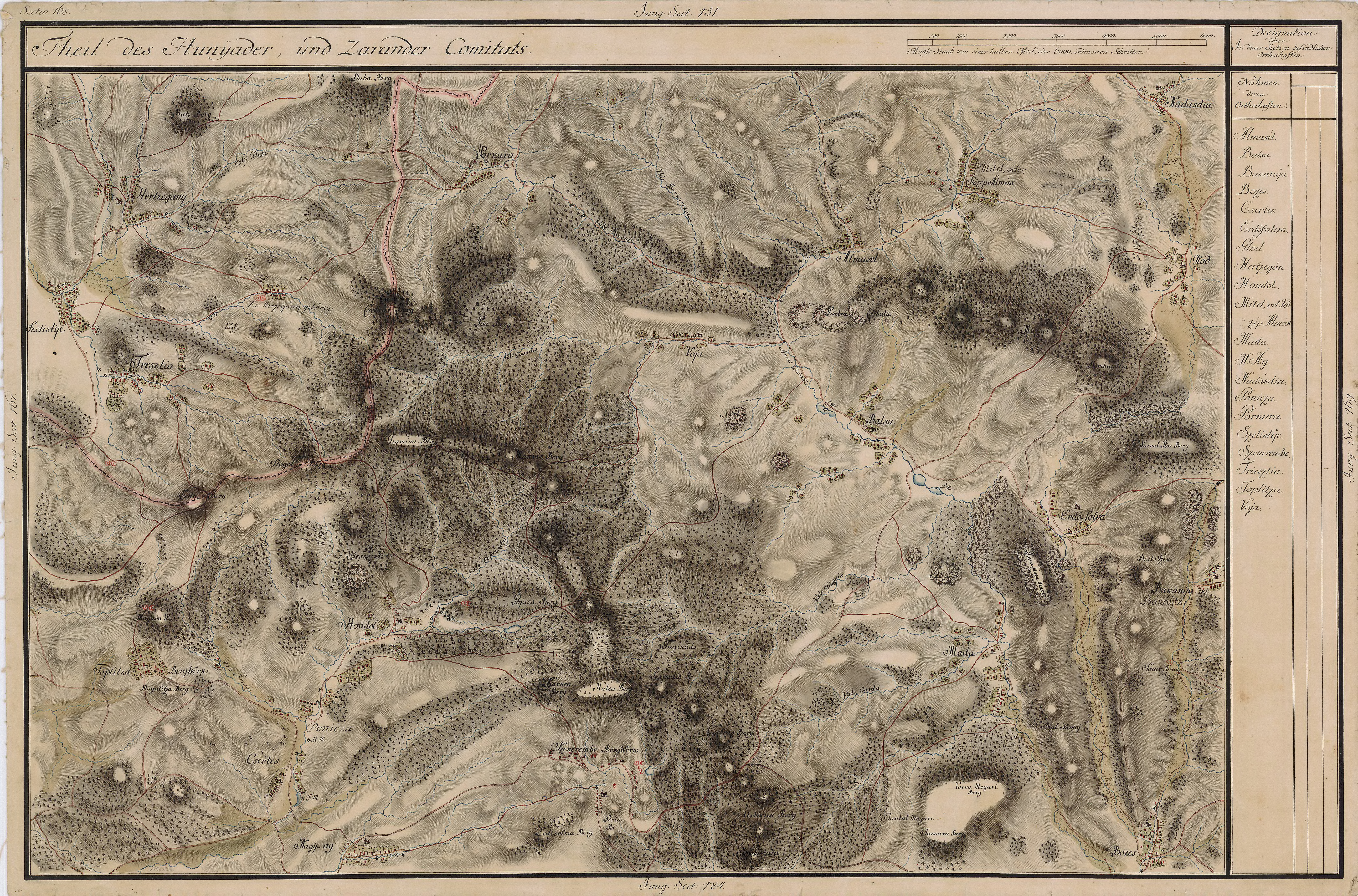